# Elecciones al Parlamento de Navarra de 1991
Las elecciones al Parlamento de Navarra de 1991 tuvieron lugar el 26 de mayo. Con un censo de 414.913 electores, los votantes fueron 276.773 (66,70%) y 138.149 las abstenciones (33,30%). Si la cita electoral de 1987 fue la que mayor número de votantes congregó hasta entonces, la de 1991 se distinguió por el contrario. Fue elegido presidente Juan Cruz Alli Aranguren (UPN) como cabeza de la lista más votada gracias a que se presentaron en una sola lista todas las fuerzas de centro derecha de Navarra.

## Resultados
| ← Elecciones al Parlamento de Navarra de 1991 → |                                            |                   |        |       |         |      |
| Presidente y gobierno | Partido                                    | Candidato         | Votos  | %     | Escaños | +/–  |
| - Presidente: Juan Cruz Alli - Gobierno: UPN - Censo: 414.913 - Votantes: 276.773 (66,7%) - Abstención: 138.140 (33,3%) - Válidos: 274.682 - A candidatura: 271.045 (98,7%) | Unión del Pueblo Navarro (UPN-PP)          | Juan Cruz Alli    | 96.005 | 34,95 | 20      | +1 a |
| - Presidente: Juan Cruz Alli - Gobierno: UPN - Censo: 414.913 - Votantes: 276.773 (66,7%) - Abstención: 138.140 (33,3%) - Válidos: 274.682 - A candidatura: 271.045 (98,7%) | Partido Socialista de Navarra (PSN-PSOE)   | Gabriel Urralburu | 91.645 | 33,36 | 19      | +4   |
| - Presidente: Juan Cruz Alli - Gobierno: UPN - Censo: 414.913 - Votantes: 276.773 (66,7%) - Abstención: 138.140 (33,3%) - Válidos: 274.682 - A candidatura: 271.045 (98,7%) | Herri Batasuna (HB)                        | Patxi Zabaleta    | 30.762 | 11,35 | 6       | –1   |
| - Presidente: Juan Cruz Alli - Gobierno: UPN - Censo: 414.913 - Votantes: 276.773 (66,7%) - Abstención: 138.140 (33,3%) - Válidos: 274.682 - A candidatura: 271.045 (98,7%) | Eusko Alkartasuna (EA)                     | Iñaki Cabasés     | 15.170 | 5,60  | 3       | –1   |
| - Presidente: Juan Cruz Alli - Gobierno: UPN - Censo: 414.913 - Votantes: 276.773 (66,7%) - Abstención: 138.140 (33,3%) - Válidos: 274.682 - A candidatura: 271.045 (98,7%) | Izquierda Unida (IUN)                      | Félix Taberna     | 11.167 | 4,12  | 2       | +2   |
| - Presidente: Juan Cruz Alli - Gobierno: UPN - Censo: 414.913 - Votantes: 276.773 (66,7%) - Abstención: 138.140 (33,3%) - Válidos: 274.682 - A candidatura: 271.045 (98,7%) | Batzarre                                   |                   | 6.543  | 2,41  | 0       |      |
| - Presidente: Juan Cruz Alli - Gobierno: UPN - Censo: 414.913 - Votantes: 276.773 (66,7%) - Abstención: 138.140 (33,3%) - Válidos: 274.682 - A candidatura: 271.045 (98,7%) | Euskadiko Ezkerra (EE)                     |                   | 5.824  | 2,15  | 0       | –1   |
| - Presidente: Juan Cruz Alli - Gobierno: UPN - Censo: 414.913 - Votantes: 276.773 (66,7%) - Abstención: 138.140 (33,3%) - Válidos: 274.682 - A candidatura: 271.045 (98,7%) | Centro Democrático y Social (CDS)          |                   | 5.650  | 2,08  | 0       | –4   |
| - Presidente: Juan Cruz Alli - Gobierno: UPN - Censo: 414.913 - Votantes: 276.773 (66,7%) - Abstención: 138.140 (33,3%) - Válidos: 274.682 - A candidatura: 271.045 (98,7%) | Partido Agrícola Ganadero (PAG)            |                   | 3.855  | 1,42  | 0       |      |
| - Presidente: Juan Cruz Alli - Gobierno: UPN - Censo: 414.913 - Votantes: 276.773 (66,7%) - Abstención: 138.140 (33,3%) - Válidos: 274.682 - A candidatura: 271.045 (98,7%) | Partido Nacionalista Vasco (EAJ-PNV)       |                   | 3.071  | 1,13  | 0       |      |
| - Presidente: Juan Cruz Alli - Gobierno: UPN - Censo: 414.913 - Votantes: 276.773 (66,7%) - Abstención: 138.140 (33,3%) - Válidos: 274.682 - A candidatura: 271.045 (98,7%) | Partido Carlista de Euskalherria (PCE-EKA) |                   | 1.353  | 0,50  | 0       |      |
| - Presidente: Juan Cruz Alli - Gobierno: UPN - Censo: 414.913 - Votantes: 276.773 (66,7%) - Abstención: 138.140 (33,3%) - Válidos: 274.682 - A candidatura: 271.045 (98,7%) | Nulos                                      | N/A               | 2.091  | 0,50  | N/A     | N/A  |
| - Presidente: Juan Cruz Alli - Gobierno: UPN - Censo: 414.913 - Votantes: 276.773 (66,7%) - Abstención: 138.140 (33,3%) - Válidos: 274.682 - A candidatura: 271.045 (98,7%) | En blanco                                  | N/A               | 3.637  | 1,30  | N/A     | N/A  |

a Respecto a la suma de UPN, UDF y AP en 1987. En 1989, AP se refunda en el PP, cuya federación navarra se integra en UPN, quedando éste como referente del PP en Navarra.